# 葉睦
葉睦（1439年—？），字敬之，浙江金華府金華縣人，民籍。明朝政治人物。進士出身。

## 生平
浙江鄉試第十一名。成化八年（1472年）壬辰科會試第八十六名，殿試登進士第二甲第二十四名。官和州知州。

## 家族
曾祖父葉伯達。祖父葉智。父亲葉德初。